# اسفیز
کلاته اسفیز، روستایی کوهستانی از توابع بخش کدکن شهرستان تربت حیدریه در استان خراسان رضوی ایران است.

## جمعیت
این روستا در دهستان کدکن قرار دارد و براساس سرشماری مرکز آمار ایران در سال ۱۳۸۵، جمعیت آن ۱۰۰۶ نفر (۲۰۵خانوار) بوده‌است.